# Dersekow
Dersekow es un municipio situado en el distrito de Pomerania Occidental-Greifswald, en el estado federado de Mecklemburgo-Pomerania Occidental (Alemania), a una altura de 25 metros. Su población a finales de 2016 era de 1000 habs. y su densidad poblacional, 40 hab/km².
Se encuentra al norte del distrito, junto a la frontera con Pomerania Occidental-Rügen.